# Avram Barokas
Avram Barokas (Bakırköy, 23 luglio 1926 – 4 luglio 2003) è stato un cestista turco.

## Carriera
Con la Turchia ha disputato due edizioni dei Campionati europei (1949, 1951).